# Bezlitosny
Bezlitosny (hangul: 불한당, MOCT: Bul-han-dang) – południowokoreański film kryminalny z 2017 roku w reżyserii Byun Sung-hyuna. W głównych rolach wystąpili Sol Kyung-gu i Yim Si-wan. 
Film miał swoją premierę w Korei Południowej 17 maja 2017 roku, a międzynarodową - w ramach sekcji "Midnight Screenings" na 70. MFF w Cannes 24 maja 2017 roku. W Polsce film po raz pierwszy został wyświetlony 6 kwietnia 2018 roku.

## Opis fabuły
Narkotykowy boss z koreańskiego półświatka odsiaduje wyrok w więzieniu. Mężczyzna podporządkowuje sobie współwięźniów i strażników. Pewnego dnia do zakładu karnego trafia młody chłopak, który zaprzyjaźnia się z doświadczonym gangsterem. Po wyjściu na wolność obaj mężczyźni łączą siły i opanowują rynek narkotykowy w Seulu. Będąc na szczycie syndykatu zbrodni ich wzajemna lojalność zostanie wystawiona na próbę.

## Produkcja
Zdjęcia do filmu rozpoczęły się 18 sierpnia 2016, a zakończyły 10 grudnia 2016.

## Obsada
- Sol Kyung-gu jako Han Jae-ho
- Yim Si-wan jako Jo Hyun-su
- Kim Hee-won jako Ko Byung-gab
- Jeon Hye-jin jako Chun In-sook
- Lee Geung-young jako Ko Byung-chul
- Jang In-sub jako Min-chul
- Kim Ji-hoon jako Jung-sik
- Choi Byung-mo jako kapitan Choi
- Moon Ji-yoon jako Park Young-geun
- Nam Gi-ae jako mama Hyun-su
- Jin Seon-kyu jako szef więzienia
- Heo Joon-ho jako Kim Sung-han
- Kim Sung-oh jako Jung Seung-pil
- Igor N. Maslov jako Gegard
- Aida Astland jako Natasha

## Nagrody i nominacje
| Nagroda                                       | Kategoria                             | Nominowany                   | Rezultat  |
| --------------------------------------------- | ------------------------------------- | ---------------------------- | --------- |
| 1. JIMFF Awards                               | JIMFF OST Award                       | Kim Hong-jip Lee Jin-hee     | Wygrana   |
| Korean Film Shining Star Awards               | Star Award                            | Sol Kyung-gu                 | Wygrana   |
| 1. The Seoul Awards                           | Najlepszy film                        | Bezlitosny                   | Nominacja |
| 1. The Seoul Awards                           | Najlepszy aktor                       | Sol Kyung-gu                 | Nominacja |
| 1. The Seoul Awards                           | Najlepsza aktorka drugoplanowa        | Jeon Hye-jin                 | Nominacja |
| 1. The Seoul Awards                           | Najpopularniejszy aktor (Film)        | Yim Si-wan                   | Wygrana   |
| 26. Buil Film Awards                          | Najlepszy aktor drugoplanowy          | Kim Hee-won                  | Wygrana   |
| 54. Grand Bell Awards                         | Najlepszy film                        | Bezlitosny                   | Nominacja |
| 54. Grand Bell Awards                         | Najlepszy reżyser                     | Byun Sung-hyun               | Nominacja |
| 54. Grand Bell Awards                         | Najlepszy aktor                       | Sol Kyung-gu                 | Wygrana   |
| 54. Grand Bell Awards                         | Najlepsza aktorka drugoplanowa        | Jeon Hye-jin                 | Nominacja |
| 54. Grand Bell Awards                         | Najlepszy aktor drugoplanowy          | Kim Hee-won                  | Nominacja |
| 54. Grand Bell Awards                         | Najlepsze zdjęcia                     | Cho Hyoung-rae               | Nominacja |
| 54. Grand Bell Awards                         | Najlepszy montaż                      | Kim Sang-beom Kim Jae-beom   | Nominacja |
| 37. Korean Association of Film Critics Awards | Najlepszy aktor                       | Sol Kyung-gu                 | Wygrana   |
| 37. Korean Association of Film Critics Awards | Najlepsza aktorka drugoplanowa        | Jeon Hye-jin                 | Wygrana   |
| 37. Korean Association of Film Critics Awards | Top 10 Filmów                         | Bezlitosny                   | Wygrana   |
| 38. Blue Dragon Film Awards                   | Najlepszy film                        | Bezlitosny                   | Nominacja |
| 38. Blue Dragon Film Awards                   | Najlepszy reżyser                     | Byun Sung-hyun               | Nominacja |
| 38. Blue Dragon Film Awards                   | Najlepszy aktor                       | Sol Kyung-gu                 | Nominacja |
| 38. Blue Dragon Film Awards                   | Popular Star Award                    | Sol Kyung-gu                 | Wygrana   |
| 38. Blue Dragon Film Awards                   | Najlepszy aktor drugoplanowy          | Kim Hee-won                  | Nominacja |
| 38. Blue Dragon Film Awards                   | Najlepsza aktorka drugoplanowa        | Jeon Hye-jin                 | Nominacja |
| 38. Blue Dragon Film Awards                   | Najlepsze zdjęcia                     | Cho Hyung-rae Park Jeong-woo | Wygrana   |
| 38. Blue Dragon Film Awards                   | Najlepszy montaż                      | Kim Sang-beom Kim Jae-beom   | Nominacja |
| 38. Blue Dragon Film Awards                   | Najlepsza muzyka                      | Kim Hong-jip Lee Jin-hee     | Nominacja |
| 38. Blue Dragon Film Awards                   | Najlepsza scenografia                 | Han Ah-reum                  | Nominacja |
| 54. Baeksang Arts Awards                      | Najlepszy aktor (Film)                | Sol Kyung-gu                 | Nominacja |
| 54. Baeksang Arts Awards                      | Najlepszy aktor drugoplanowy (Film)   | Kim Hee-won                  | Nominacja |
| 54. Baeksang Arts Awards                      | Najlepsza aktorka drugoplanowa (Film) | Jeon Hye-jin                 | Nominacja |
| 54. Baeksang Arts Awards                      | Nagroda techniczna (Film)             | Kim Sang-beom                | Nominacja |
| 23. Chunsa Film Art Awards                    | Najlepszy aktor                       | Sol Kyung-gu                 | Nominacja |
| 23. Chunsa Film Art Awards                    | Najlepszy aktor drugoplanowy          | Kim Hee-won                  | Nominacja |
| 23. Chunsa Film Art Awards                    | Najlepsza aktorka drugoplanowa        | Jeon Hye-jin                 | Nominacja |